# Ключ 42
| 小                     | 小          | 小          |
| ---------------------- | ----------- | ----------- |
| 41                     | 42          | 43          |
| Піньінь:               | xiǎo        | xiǎo        |
| Чжуїнь:                | ㄒㄧㄠˇ     | ㄒㄧㄠˇ     |
| Вейд-Джайлз:           | hsiao3      | hsiao3      |
| Ютпхін:                | siu2        | siu2        |
| Он:                    |             |             |
| Кун:                   |             |             |
| Кандзі:                | 小 shou     | 小 shou     |
| Хун:                   | 작을 jageul | 작을 jageul |
| Им:                    | 소 so       | 소 so       |
| Індекс у Вікісловнику: | 小          | 小          |

Ключ 42 — ієрогліфічний ключ, що означає малий або незначний і є одним із 31 (загалом існує 214) ключа Кансі, що складаються з трьох рисок.
У Словнику Кансі 41 символ із 40 030 використовують цей ключ.

## Символи, що використовують ключ 42

Як писати ієрогліф.

| кількість рисок | ієрогліфи   |
| --------------- | ----------- |
| без додаткових  | 小          |
| 1 додаткова     | 尐 少       |
| 2 додаткові     | 尒 尓 尔 尕 |
| 3 додаткові     | 尖 尗 尘 当 |
| 5 додаткових    | 尙 尚       |
| 6 додаткових    | 尛 尜 尝    |
| 9 додаткових    | 尞          |
| 10 додаткових   | 尟 尠       |
| 11 додаткових   | 尡          |